# Обична траварка
Обична траварка (лат. Saxicola rubetra) врста је птице из породице муварица.
Ово је мала птица селица која живи у Европи и западној Азији, а зиму проводи у централној Африци. Некада се сматрало да је део породице дроздова (лат. Turdidae), а сада је смештена у породицу муварица Старог света (лат. Muscicapidae). Оба пола имају изражен суперцилијум, смеђе горње делове тела, бледо грло и груди, бледобеличаст трбух и црнкасти реп са белим спољним деловима репа, али у сезони размножавања мужјак има наранџасто грло и груди.
Обична траварка је усамљена врста и преферира отворено травнато станиште са грубом вегетацијом и раштрканим малим грмљем. Време проводи на узвишеним местима спремна да се устреми на инсекте и остале мале бескичмењаке који чине њен главни део исхране. Гнездо гради женка на земљи у грубој вегетацији, а у њега полаже четири до седам јаја. Инкубација траје око тринаест дана и након излегања оба родитеља хране младунце. Млади оперјавају већ након осамнаест дана од излегања, а родитељи настављају да их хране још две недеље. Митарење се одвија крајем лета пре миграције на југ, па опет на зимским теренима у Африци пре миграције на север у пролеће. Обична траварка је уобичајена врста са широким распоном и Међународна унија за заштиту природе класификовала ју је као „најмању бригу”.

## Галерија
- Одрасла женка у Кемницу, Немачка
- Одрасла женка, Уганда
- Мужјак
- Saxicola rubetra